# Grégory Proment
Grégory Proment, né le 10 décembre 1978 à Cormeilles-en-Parisis, est un footballeur français reconverti entraîneur.

## Carrière

### Carrière de joueur
Originaire de région parisienne, et après avoir commencé le football à Saint Ouen l'Aumône, Grégory Proment effectue sa formation professionnelle au FC Metz, où il commence sa carrière professionnelle en 1997. Il y connaît la Ligue 1 et la Ligue 2, mais également la Ligue des champions, dont il joue deux matchs en 1998.
Sa saison la plus prolifique sous le maillot grenat est la saison 2002-2003 (en Ligue 2), durant laquelle il inscrit 7 buts en 34 matchs. Capitaine du FC Metz dès 2001, il en a été un titulaire indiscutable, et un remarquable tireur de pénalties (9 buts en 10 tentatives) et de coups de pied arrêtés en général. En 2006, après neuf saisons sous le maillot lorrain dont une dernière difficile, il arrive en fin de contrat.

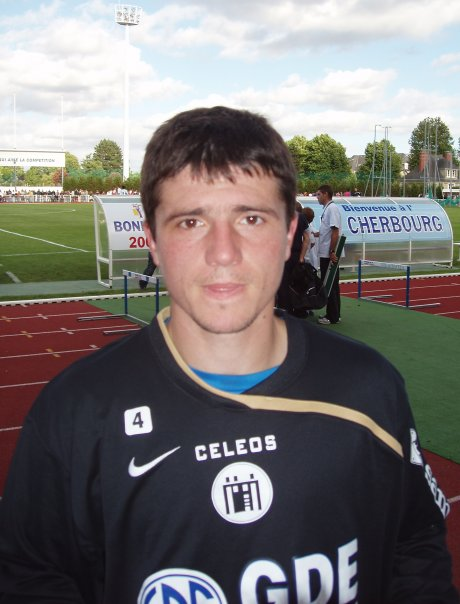
Proment en 2008.

Il rejoint le SM Caen, prenant la suite de Ronald Zubar, club où évolue Grégory Leca avec lequel il formait la paire de milieux défensifs du FC Metz en 2002. Il devient immédiatement un titulaire indiscutable. Après deux saisons réussies, ponctuées par une montée en Ligue 1 et un maintien confortable dans l'élite, il ne peut empêcher la relégation du club en Ligue 2 en 2009.
Alors que le club retrouve la première division l'année suivante, il ne parvient pas à s'accorder avec les dirigeants normands sur une prolongation de contrat et rejoint le club turc d'Antalyaspor. Cependant après six mois difficiles en Turquie, il résilie son contrat et revient à Caen, où il contribue activement au maintien du club, à la suite duquel son contrat est prolongé d'un an. Le 6 août 2011, lors de la première journée de la saison, il marque un but remarquable d'une frappe de 31 mètres, permettant aux Caennais de l'emporter 1-0 face au Valenciennes FC. Son second but se fait sur un coup franc de 30 mètres face à Évian Thonon-Gaillard apres l'exclusion d'Aldo Angoula pour une faute sur Alexandre Raineau.
En fin de contrat avec le club normand, il s'engage pour une saison dans son club formateur le FC Metz relégué en National. Auteur d'une saison réussie, il aide son club formateur à retrouver la Ligue 2 avant de mettre un terme à sa carrière sportive.

### Carrière d'entraîneur

#### Stade Malherbe Caen
En juin 2013, il retourne au Stade Malherbe Caen, dont il intègre l'équipe technique. Il est jusqu'en juin 2018 entraîneur puis entraîneur-adjoint de l'équipe réserve. 

#### FC Metz
Il revient ensuite au FC Metz, toujours comme entraîneur de l'équipe réserve.
Il a été l'entraîneur de l'équipe réserve du FC Metz de l'été 2018 à l'été 2021.

#### RFC Seraing
Depuis juin 2021 il est l'entraîneur des U21 du RFC Seraing en Belgique, club satellite du FC Metz.
Début 2022, il signe une licence de joueur dans le club amateur de l'AS Saint-Julien-lès-Metz (Régional 2 Grand Est) et fait ses débuts officiels contre le CSO Amnéville (N3) en Coupe du Grand Est (défaite 2-1) le 26 janvier.
En juin 2022 Grégory Proment devient avec Jean-Sébastien Legros l'entraineur adjoint du RFC Seraing  aux côtés de José Jeunechamps.
Le 21 juin 2023, Grégory Proment est nommé nouvel entraineur principal du club qui évoluera en Challenger Pro League.  Ce sera sa toute première expérience de T1 d'une équipe professionnelle.
Le 15 janvier 2024, à la suite de la défaite 1-5 face aux Francs Borains et une avant-dernière place en championnat, il remet sa démission.

## Statistiques
| Saison                | Club                  | Championnat           | Championnat | Championnat | Coupe nationale | Coupe nationale | Coupe de la Ligue | Coupe de la Ligue | Compétition(s) continentale(s) | Compétition(s) continentale(s) | Compétition(s) continentale(s) | Total | Total |
| Saison                | Club                  | Division              | M.          | B.          | M.              | B.              | M.                | B.                | Comp.                          | M.                             | B.                             | M.    | B.    |
| 1997-1998             | FC Metz               | Ligue 1               | 15          | 0           | 1               | 0               | 2                 | 0                 | -                              | -                              | -                              | 18    | 0     |
| 1998-1999             | FC Metz               | Ligue 1               | 21          | 0           | 1               | 0               | 0                 | 0                 | C1/C3                          | 4                              | 0                              | 26    | 0     |
| 1999-2000             | FC Metz               | Ligue 1               | 21          | 0           | 1               | 0               | 1                 | 0                 | Intertoto                      | 6                              | 0                              | 29    | 0     |
| 2000-2001             | FC Metz               | Ligue 1               | 27          | 0           | 2               | 0               | 1                 | 1                 | -                              | -                              | -                              | 30    | 1     |
| 2001-2002             | FC Metz               | Ligue 1               | 29          | 1           | 2               | 1               | 1                 | 0                 | -                              | -                              | -                              | 32    | 2     |
| 2002-2003             | FC Metz               | Ligue 2               | 34          | 7           | 2               | 0               | 5                 | 2                 | -                              | -                              | -                              | 41    | 9     |
| 2003-2004             | FC Metz               | Ligue 1               | 21          | 2           | 0               | 0               | 0                 | 0                 | -                              | -                              | -                              | 21    | 2     |
| 2004-2005             | FC Metz               | Ligue 1               | 24          | 4           | 2               | 1               | 0                 | 0                 | -                              | -                              | -                              | 26    | 5     |
| 2005-2006             | FC Metz               | Ligue 1               | 35          | 3           | 2               | 1               | 1                 | 0                 | -                              | -                              | -                              | 38    | 4     |
| 2006-2007             | SM Caen               | Ligue 2               | 36          | 0           | 1               | 0               | 0                 | 0                 | -                              | -                              | -                              | 37    | 0     |
| 2007-2008             | SM Caen               | Ligue 1               | 33          | 1           | 1               | 0               | 0                 | 0                 | -                              | -                              | -                              | 34    | 1     |
| 2008-2009             | SM Caen               | Ligue 1               | 28          | 1           | 1               | 0               | 0                 | 0                 | -                              | -                              | -                              | 29    | 1     |
| 2009-2010             | SM Caen               | Ligue 2               | 28          | 0           | 3               | 0               | 1                 | 0                 | -                              | -                              | -                              | 32    | 0     |
| 2010-décembre 2010    | Antalyaspor           | Division 1            | 8           | 0           | 2               | 0               | -                 | -                 | -                              | -                              | -                              | 10    | 0     |
| décembre 2010-2011    | SM Caen               | Ligue 1               | 7           | 0           | -               | -               | -                 | -                 | -                              | -                              | -                              | 7     | 0     |
| 2011-2012             | SM Caen               | Ligue 1               | 32          | 2           | 1               | 0               | 3                 | 0                 | -                              | -                              | -                              | 36    | 2     |
| 2012-2013             | FC Metz               | National              | 27          | 2           | 3               | 0               | 2                 | 0                 | -                              | -                              | -                              | 32    | 2     |
| Total sur la carrière | Total sur la carrière | Total sur la carrière | 425         | 24          | 25              | 3               | 17                | 3                 | -                              | 10                             | 0                              | 477   | 30    |

## Palmarès
Compétitions
- Vainqueur du Championnat d'Europe de football des moins de 19 ans 1997
- Champion de France de Ligue 2 : 2010 (SM Caen)
- Vice-champion de France de Ligue 2 : 2007 (SM Caen)

Distinctions individuelles
- Nommé dans l'équipe type de Ligue 2 lors de la soirée des Trophée UNFP pour les saisons 2002-03 (FC Metz) et 2006-07 (SM Caen)
- Élu joueur du mois UNFP de Ligue 2 en décembre 2006 (SM Caen)